# Шива
Шива або Шіва (санскрит शिव — сприятливий, прихильний, дружній) — бог-руйнівник у трійці (трімурті) головних богів індуїстського пантеону поряд з Брахмою і Вішну. Покровитель йоги та тантри.
Відгалуження індуїзму, що вважає Шиву головним божеством, називається шайвізмом. Це найстаріша та одна з найпопулярніших течій індуїзму. Традиційно вважається, що існує 1008 різних конфесій шайвізму, найбільшими серед яких є пашупата і лінгаятизм. Решта традицій індуїзму теж містять у своєму пантеоні бога Шиву, хоча він не має визначальної ролі.
Найбільшим релігійним святом, присвяченим Шиві, є Маха-Шиваратрі. Основна мантра на честь Шиви — Ом намах Шивая.

## Походження, прообрази і витоки культу
Прообразом Шиви був протоіндійський міфологічний персонаж Сіва (Сіван) — рогате божество доарійського населення Індії, зображення якого знаходили зокрема у Мохенджо-Даро. У ведійському варіанті йому відповідав Рудра («рудий» або «червоний») — стихійне божество грози і бурі, червоношкірий і чорнявий мисливець з луком і отруйними стрілами, одягнений в звірячу шкуру. За однією з версій — також бог родючості, з яким пов'язувався фалічний культ. У Ведах Рудра — породження гніву Брахми, руйнівник, каратель, мешканець кладовищ, що посипає себе попелом з похоронних багать. В іншій іпостасі він же — Шива («благий»), захисник, покровитель медицини і тварин. Найперша згадка імені бога Шиви в Ведах зустрічається в одному з текстів Рігведи під назвою Шатарудрія. З часом Рудра стає одним з епітетів Шиви, який входить до арійського пантеону на правах одного з центральних богів, одного з трійці-трімурті, де Брахма — творець, Вішну — охоронець, а Шива-руйнівник.
В своєму творі «Індика» Арріан цитує Меґасфен, який говорить, що індійці вважають, що від Шиви до Чандрагупти Маур'ї було «153 царя протягом періоду, який тривав 6043 р.», тобто Шива був реальною особистістю і перебував у Індії близько 6365 р. до н. е.
В сучасному образі Шиви закладені дві контрастні характеристики — еротизм та аскетизм. Шива, з одного боку — творець йоги, бог аскетів, що прагнуть поєднання з вічністю й абсолютом. Шива також вважається грозою демонів, і в цьому проявляється його руйнівна сила. Але, з іншого боку, — це бог життєвої сили і чоловічого начала. З ним пов'язаний культ родючості, поклоніння шівалінгаму і тантричні практики. З точки зору індуїзму аскеза, йога, танець, тантра — це різні шляхи до одного і того ж, до звільнення від оман, ілюзій і маї, до виходу з кола перероджень.

## Імена

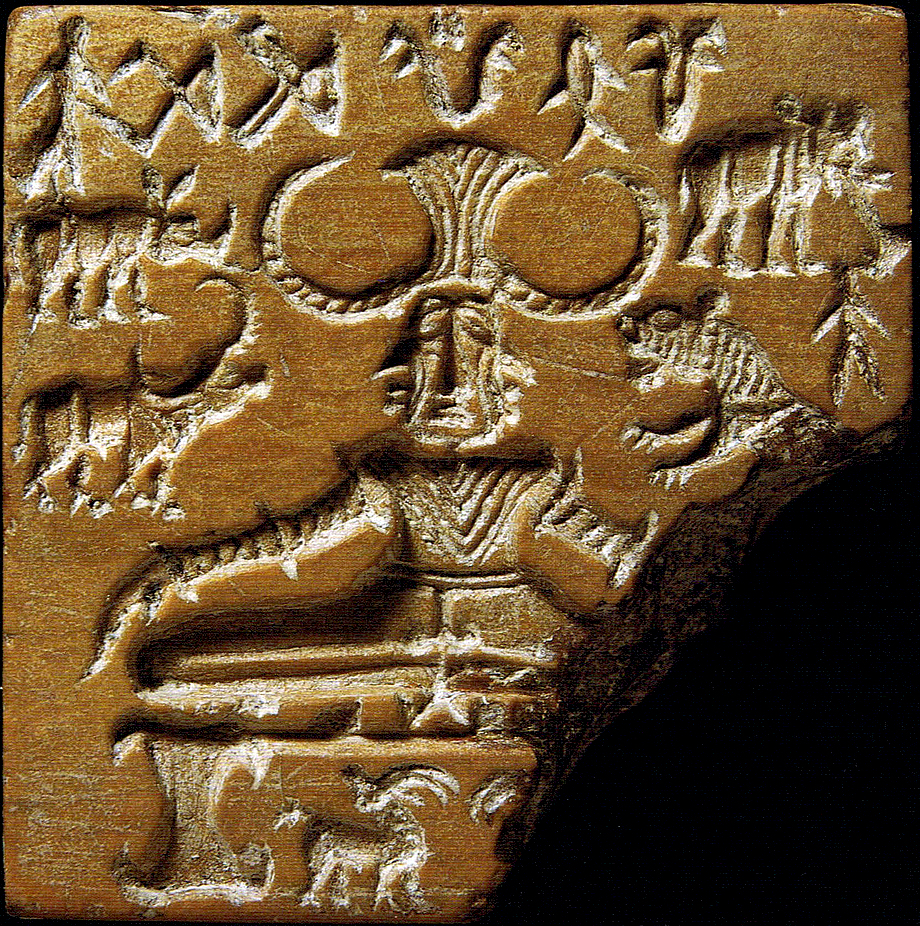
Печатка з Мохенджо-Даро з прообразом Шиви

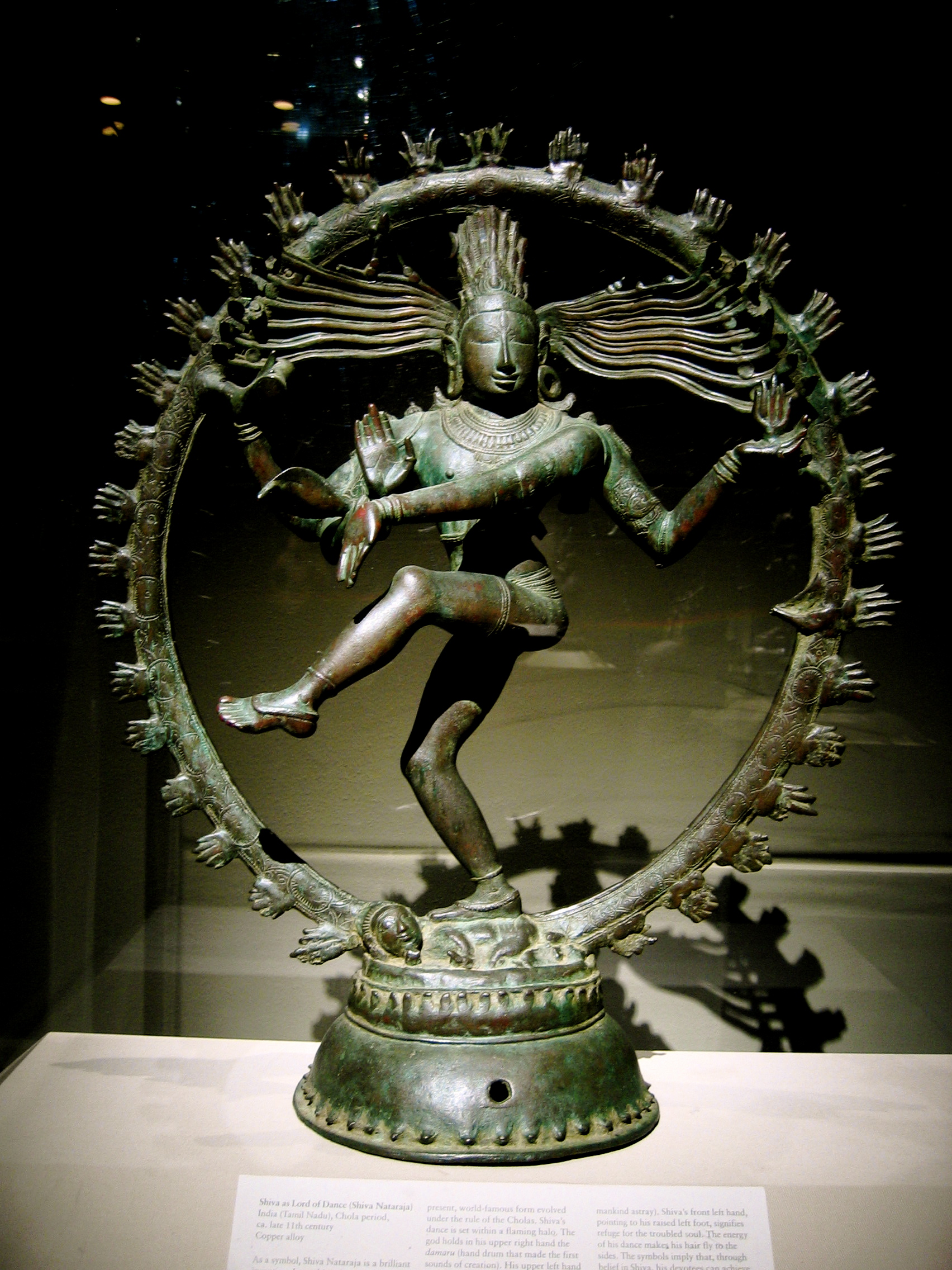
Бронзова статуетка епохи Чола, що зображає танець Шиви Натараджі. Метрополітен-музей, Нью-Йорк.

У Магабхараті і Пуранах наводиться список з 1008 імен Шиви, у більш давніх текстах також зустрічається цифра 108. На практиці ж кількість епітетів Шиви необмежена, існує щонайменше 8 версій 1008 імен, які вважаються канонічними у різних традиціях. Промовляння 1008 імен Шиви вважається різновидом молитви в індуїзмі, а перелік їх є одним з видів гімнологічної поезії — сахасранама. Нижче наведені деякі з розповсюджених імен Шиви з приблизним перекладом і поясненнями.
- Шива — благий, той, хто приносить щастя;
- Бгайрава — «жахливий», жорстокий прояв Шиви, пов'язаний зі знищенням;
- Бголанатг — «покровитель (володар) простих». Оскільки слово «бхола» значить і «простий, нелицемірний» і «простий, дурник» то Бхоланатх часто розуміється в значенні «володар простаків», яким іноді зображується Шива у вішнуїтів
- Вайкунтганатга — володар Вайкунтга
- Махешвара, Махадева, Парамешвара — Верховний володар, великий бог, перший серед богів
- Трілочана — триокий. За однією з легенд праве око — сонце, Сур'я, що бачить все світле і добре, ліве — місяць, Чандра, бачить недоліки і зло, вертикальне третє око на лобі — око мудрості, здатне аналізувати і те, і інше. За іншою версією три ока бачать минуле, сьогодення і майбутнє. Легенда про появу третього ока розповідає, що одного разу, коли іншим богам була потрібна його допомога проти демона, який загрожував світу, Шиву не могли докликатись, тому Індра відправив бога кохання Каму, щоб той вразив Шиву любов'ю до дівчини Парваті і вивів з глибокої медитації. Щоб не порушувати аскетичного зосередження, Шива відкрив на лобі третє око та вивергнув з нього полум'я, щоб спопелити Каму, який відтак став безтілесним
- Чатурбгуджа — чотирирукий
- Натараджа — володар танцю, що виконує божественну тандаву, яка може створювати і знищувати світи. Значна частина культу Шиви пов'язана з музикою та танцями. Його іконографічний образ Натараджі є одним з найпопулярніших.
- Кайласанатха — той, що живе на горі Кайласі
- Нілакхантха — синьошиїй. За легендою, коли боги збивали Світовий океан в надії знайти амріту, першим вони знайшли отруту, яка могла знищити все живе. Цю отруту випив Шива, тим самим врятувавши світ, після чого його шия назавжди стала синьою
- Йогешвара — бог йогів. Шива вважається творцем йоги і ідеальним аскетом, а також їхнім покровителем
- Пашупаті — хазяїн худоби, одне з найстаріших імен Шиви
- Ардханарішвара — напівчоловік-напівжінка. Одна частина тіла Ардханарішвари має чоловічу форму (Шівджі), інша частина — жіночу (Маа). Цей образ символізує єдність чоловіка і жінки, їхньої свідомості, чоловічої та жіночої енергій, Брахмана й Ааді Шакті, Пуруші і Пракріті. В індійських штатах Карнатака і Керала також відомі інші андрогінні форми — Джумаді, або Дхумаватхі, або Ксену.
- Тріпуратака — той, хто знищив Тріпуру
- Хара — той, що забирає
- Харіхара — форма, в якій в одній особі втілились Вішну (Харі) і Шива (Хара). Також відомий як Шанкаранараяна
- Гангадхара («стримав Гангу»). Згідно з легендою, річка Ганга колись текла тільки на небі, а земля була позбавлена води, і якийсь мудрець вирішив це виправити. Але якби всі води Ганги відразу звалилися на землю, це більше нашкодило б, ніж допомогло, і тому втрутився Шива, підставивши під потік свою голову. Заплутавшись у волоссі, Ганга потекла на землю повільніше, сімома спокійними потоками.
- Омкарешвара — творець сакрального звуку «ом»
- Ішана — охоронець північно-східної сторони світу

## Родина

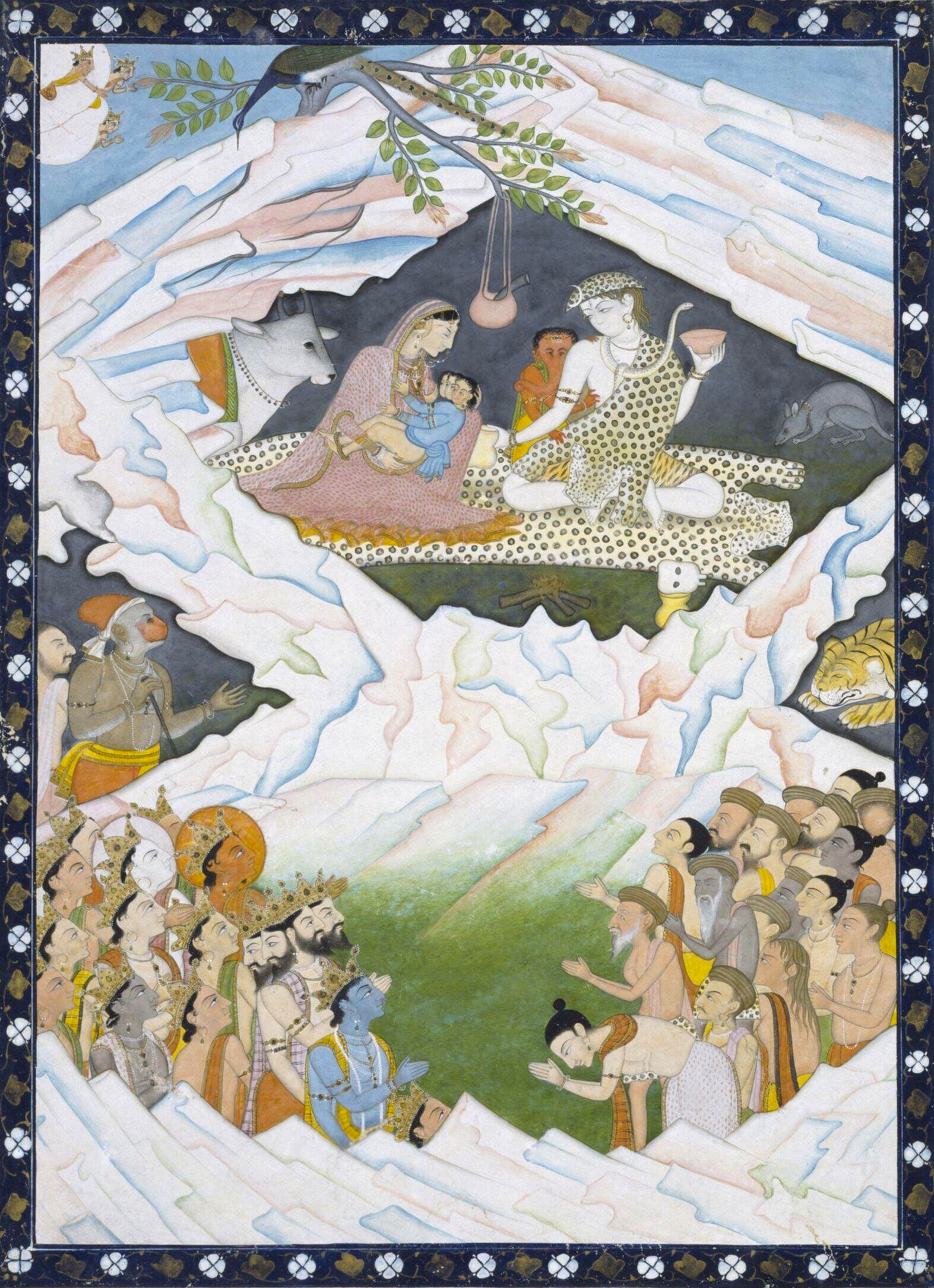
Ілюстрація XVIII сторіччя, що зображує священне сімейство, яке складається з Шиви, Парваті, Ганеші та Сканди, на горі Кайлас.

Згідно з мітами першою дружиною Шиви була Саті. Через неповагу її родичів до її чоловіка Саті здійснила самоспалення. Згорьований Шива присвятив себе аскетичним подвигам у Гімалаях. У цей час світу почав загрожувати демон Тарака, якого не міг вбити ніхто, окрім сина Шиви, тому боги влаштували зустріч Шиви із дівчиною Парваті, у тіло якої переродилася Саті. Парваті стала другою дружиною Шиви і у них народився син Сканда, бог війни. Другим сином Шиви є бог мудрості Ганеша. Триєдність Шива-Парваті-Ганеша може символізувати в індуїзмі ідеальний тип божественної сім'ї.
У ведичних гімнах Амбіка — сестра Рудри (Шиви), але згодом відбулось її ототожнення з Парваті, дружиною Шиви.
У тантричній традиції поширеніший союз Шиви і Шакті — його коханої.
За легендами Шива з родиною мешкає на горі Кайлас у Гімалаях. Його їздовою твариною є бик Нанді.

## Іконографія

### Звичайні форми

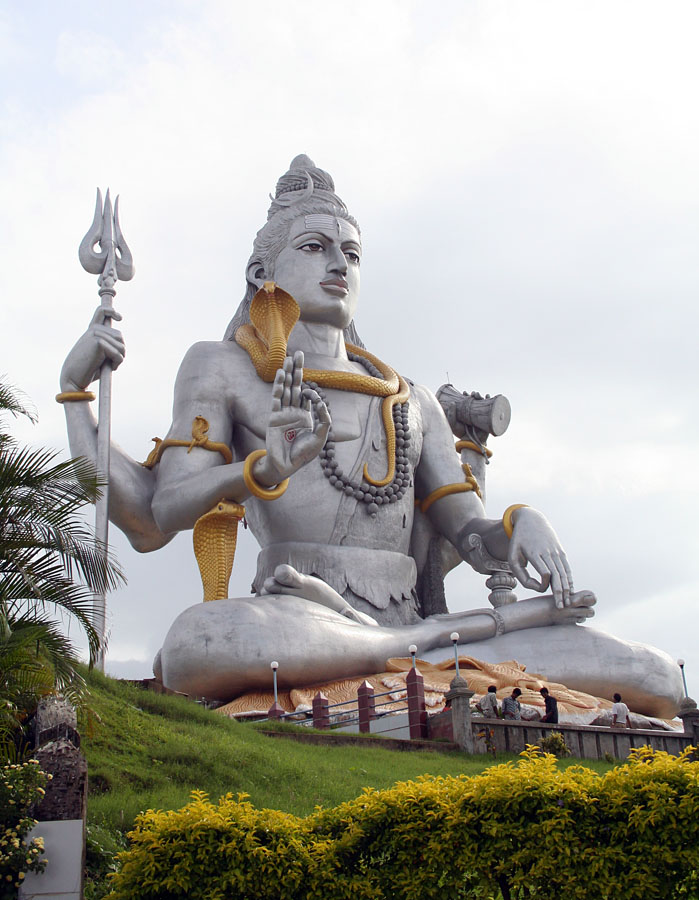
Величина статуя Шиви в Мурдешварi.

1. Чотири руки — тризуб (тришула), барабан (дамару), благодатна позиція (варада-мудра) і вервечка (акшамала).
2. Вісім рук. Праві — вервечка (акшамала), спис (шакті), жезл (данда) і спис (шула), або тризуб (тришула). Ліві — ритуальний жезл, чаша-череп (капала), благодайна позиція (варада-мудра) і кобра. Слонова шкіра і місячний серп (каумуді).
3. Чотири руки — благодійна (варада) і захисна (абхайя) позиції, спис (шула), або тризуб (тришула), петля. Двоє очей. Каранда-корона.
4. Дві руки — спис (шула), або тризуб (тришула), лук (дханус). Троє очей.
5. Чотири руки — захисна (абхайя) і благодайна (варада) позиції, олень (мріга) і барабан (дамару). Троє очей. Супроводжується Парваті.
6. Дві руки — тризуб (тришула) і чітки (акшамала). Троє очей.
7. Дві руки — змія і бойова сокира (парашу). Стоїть на карлику Апасмара пуруші.

Усі форми умовно поділяють на милостиві (ануграха-мурті) і немилостиві (самхара-мурті).

### Атрибути
- Тризуб (Шула, Тришула) у руці — символізує троїстість світобудови — три стадії еволюції світу (творення, буття і руйнування), три часи (минуле, теперішнє і майбутнє), три гуни, три іпостасі Верховного Бога (Бхагавана), три рівні буття (лока) — світи богів, земного (середнього) типу, демонів, три форми втілення — люди, тварини, духи.
- Півмісяць (Каумуді) на чолі або у волоссі — символізує божественність Шиви. Також є символом контролю над розумом
- Змій (кобра) Васукі Яджнопавіта, що звивається навколо рук або шиї — його гнів, що скоряє зло, а також мудрість
- Тигрова шкіра (В'яґхра-Чамара), яку Шива використовує як підстилку або пов'язку навколо стегон — символізує перемогу над бажаннями
- Бик Нанді — символізує дхарму, Закон. Зазвичай зображується поряд з Шивою
- Третє око на чолі, яким Шива спопелив бога кохання Каму, символізує аскетизм та всезнання. Третє око Шиви в храмових статуях іноді оздоблювали дорогоцінним алмазом
- Попіл, яким вкрите тіло Шиви, символізує аскетизм та руйнування
- Синя шия нагадує про отруту, яка могла зруйнувати світ, чому запобіг Шива
- Ганга, небесна річка, що стікає на лоб Шиви. Символізує силу і безсмертя
- Барабан (дамару) у руці є елементом божественного танцю Шиви тандави. Символізує звук Ом, з якого бере початок Всесвіт. Вважається, що Шива створив мову санскрит зі звуків дамару
- Акшамала  — чотки з плодів священного дерева Рудракші
- Лінгам (фалос Шиви) — символізує відсутність форми Абсолютного Брахману. Може зображуватися поряд з Шивою
- Сережка на правому вусі (макара Кундала) — знак вченого, браміна, гуру
- Жезл (Данда) — символізує смерть
- Лимон (Джамбхара) — насіння світу
- Щит (Кхетака) — символізує дхарму, Закон.
- Віна — музичний інструмент типу лютні, кобзи
- Сплутане волосся — різноманіття Брахмана-Абсолюту, свобода, життєва енергія
- Капала — чаша з черепу. Символізує аскетизм
- Кунда — глечик з водою. Символ амріти
- Кхадга — різновид меча. Символізує духовну мудрість
- Агні — первинний вогонь
- Гада — булава-жезл
- Чіллум — ритуальна люлька

## Мантри
Головною та найважливішою мантрою у шайвізмі є панчакшара (п'яти-складова) мантра — namaH shivAya. Зазвичай їй передує містичний склад «Aum» («Ом»). Вперше зустрічається в Яджур-веді в Рудра-сукта.
Також Шиві присвячені Махамрітьюмджая-мантра і Шива-Гаятрі-мантра:
Om Tat Purushaya Vidhmahe: Mahadevaya Dheemahe: Tanno Rudra Prachodayaath